# Johannes Huebl

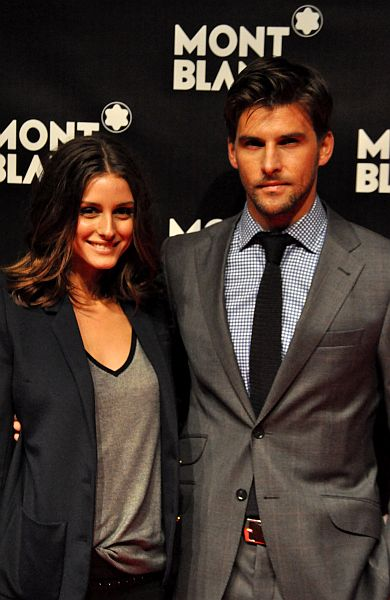
Johannes Huebl mit Olivia Palermo (2010)

Johannes Huebl (eigentlich Hübl; geboren 23. Dezember 1977 in Hannover) ist ein deutsches Model, Kreativdirektor, Fotograf und Designer.

## Leben
Huebls Vater, Volker Busse, ist Arzt, sein älterer Bruder ist der Philosoph und Autor Philipp Hübl und sein jüngerer Bruder Julius ist Neurologe in München.
Johannes Huebl besuchte das Kaiser-Wilhelm-Gymnasium in seiner Heimatstadt Hannover. Als er zeitweilig im Internat King’s Hospital in Dublin war, wurde er im Alter von 17 Jahren von einem Modelscout entdeckt. Nach dem Abitur in Hannover absolvierte er den Militärdienst und nahm ein Studium der Wirtschaftswissenschaften an der Universität Hamburg auf. Dort nahm ihn eine Hamburger Modelagentur in ihre Kartei auf. Er setzte sein Studium an der Leuphana Universität Lüneburg fort und erwarb einen Abschluss in Kulturwissenschaften.
In seiner Modelkarriere war Huebl in Kampagnen für Hugo Boss, Ungaro und Ralph Lauren tätig, er war Model für Marken wie Calvin Klein, Dolce & Gabbana oder Banana Republic und wurde für Magazine wie GQ, Vanity Fair, Elle, Vogue oder Harper’s Bazaar abgelichtet. Huebl galt als eines der gefragtesten Männermodels in der Modebranche.
Seit 2014 ist er mit dem amerikanischen Model Olivia Palermo verheiratet. Das Paar lernte sich 2007 durch gemeinsame Freunde kennen und lebt in New York.